# Erik Tulindberg

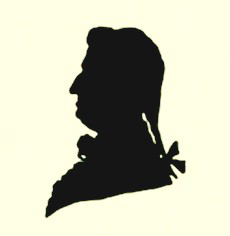
Silhueta de Eric Tulindberg por artista desconhecido.

Erick Tulindberg (22 de Fevereiro de 1761 - 1 de Setembro de 1814) foi o primeiro compositor finlandês de música clássica que se tem notícia.

## Vida
Tulindberg nasceu em Vähäkyrö no oeste da Finlândia. Ele estudou em Turku e então trabalhou como um ajudante civil em Oulu de 1784 à 1809, e depois, em Turku. Ele tocava violino e cello e foi apontado como membro da Royal Swedish Academy of Music no ano de 1797. Ele morreu em Turku com 53 anos de idade.